# Елаймент
Елаймент (англ. alignment — «орієнтація», «співвідношення», «настройка») — поняття та система класифікації світогляду і типів поведінки персонажів у деяких рольових іграх. Завдяки популярності ігор, а також власній універсальності та логічності широко відома як серед любителів рольових ігор, а також частково і серед інших людей. Через умовність та ненауковість рідко вживається щодо живих людей, але широко використовується для опису та характеристики персонажів ігор, фільмів, аніме, книжок тощо.

## Історія
Однією зі складових частин багатьох рольових ігор є явна чи неявна механіка, тобто система, яка дозволяє якось співвідносити характеристики різних персонажів, виводити ймовірність подій тощо. У процесі оцифровування різних показників виникла ідея якось відобразити й таку річ, як світогляд персонажів, причому не обмежуватися дихотомією добро-зло. Уперше поняття елайменту ввів у свої новостворену ігрову систему «D&D» Гарі Ґайґакс. За основу він узяв протиставлення порядку та хаосу, надихаючись фантастичними творами Пола Андерсена та Майкла Муркока. Відповідно класифікація елайменту мала три положення — порядок, хаос, нейтральність (рівновагу). При цьому в цілому порядок пов'язувався з добром, а хаос зі злом, утім ця кореляція не була остаточною, наприклад, без сумніву добрі ельфи були хаотичними. У другій редакції правил «AD&D» було додано ще одну вісь із традиційним поділом добро-зло та позиціями — добро, нейтральність, зло. Разом обидві шкали утворили класичну матрицю з дев'яти положень, кожному з яких відвідала оцінка за обома осями. Саме в такому вигляді система елайменту набула популярності та розповсюдження і як концепція вийшла за межі рольових ігор. Пізніше в 4-ій редакції «D&D» кількіст елайментів скоротили до 5, чим фактично зруйнували струнку систему, але на той момент схема «3 на 3» вже стала класичною, тож варіант з 5 елайментами придатний хіба що для гри за правилами 4 редакції і ні для чого більше.

## Використання в рольових іграх
У рольових іграх елаймент, з одного боку, допомагає гравцю змоделювати поведінку свого персонажа, а з іншого є ігромеханічним елементом. Сворити та відігравати внутрішньо логічного персонажа непросто, тож чіткий вектор поведінки у вигляді елаймента може дуже допомогти. З іншого боку, елаймент є характеристикою персонажа і як такий у деяких випадках обігрувався в механіці. У світі магії та надприродних сил, а саме такими були сетінги «D&D», ситуація, коли персонажа «бачать наскрізь» цілком нормальна, тож елаймент часом був не менш очевидним фактором ніж клас, раса чи соціальний статус. Хоча усюди заявлялося, що елаймент не обмежує гравця і не змушує його до певної поведінки, але фактично саме це було його головним завданням — елаймент мав спростити для гравця вибір можливих варіантів поведінки, забороняючи одні (несумісні з елайментом) і рекомендуючи інші (узгоджені з елайментом). Це викликало багато суперечок, тож у ставленні до елайменту як елементу ігрової системи погляди розділилися — одні вважали його корисним елементом, який надає персонажам внутрішньої логічності, а на думку інших це була нереалістична умовність, яка лише заважала грати і сприяла появі шаблонних персонажів.

## Інше використання
Застосування простої двовимірної схеми до такого складного та зазвичай суперечливого явища, як світогляд, та поведінка людини є, звісно, умовністю. Але якщо живих людей дійсно важко запихнути в просту матрицю, то з песонажами зробити це значно простіше, адже часто в художніх творах вони показуються небагатьма рисами, а їх вчинки цілком вписуються в одну колію. Тож як спосіб класифікації персонажів система елайментів виявилася дуже вдалою, оскільки дозволяє замінити цілі абзаци описів одним визначенням. Тож її використання вже вийшло за межі власне рольових ігор.

## Система
Фактично, елаймент — це система координат з двома осями: добро-зло та порядок-хаос. При цьому під добром розуміється альтруїзм, доброта, повага до життя та свободи інших, а під злом — егоїзм, жорстокість, зневага до життя та свободи інших. Протиставлення порядку та хаосу зводиться до питання лояльності до законів, правил та звичаїв, оскільки виразником порядку виступає закон. Однак якщо втіленням хаосу є порушення закону, то його мотивом вважається бажання, не обмежене ніякими приписами. Тобто в значній мірі протиставлення порядку та хаосу сприймається як протиставлення «так треба» і «так хочу». Тож нерідко цю вісь називають шкалою закослухняності. В обох випадках нейтральне положення є комплексним — це з одного боку як дії, які не можна віднести до інших положень (наприклад, не добрі і не злі), так і випадки, коли вчинків протилежного типу в персонажа приблизно однаково, або ж коли персонаж у своїх вчинках не зважає на те, які вони тощо.
Класична матриця елайментів має такий вигляд.
|               | Закон                       | Нейтральність      | Хаос                  |
| ------------- | --------------------------- | ------------------ | --------------------- |
| Добро         | законслухняний добрий       | нейтральний добрий | хаотичний добрий      |
| Нейтральність | законослухняний нейтральний | щиро нейтральний   | хаотичний нейтральний |
| Зло           | законослухняний злий        | нейтральний злий   | хаотичний злий        |

### Елайменти
Законослухняний добрий (англ. Lawful Good) — елаймент, що поєднує вірність звичаям, законам та усталеним приписам з альтруїзмом, добротою, справедливістю тощо. Для персонажів цього типу зазвичай дуже багато значать честь, репутація, добра слава тощо. Цьому елайменту відповідає ідеалізований архетип лицаря. Взагалі саме так зазвичай змальовують досконалих героїв.
Нейтральний добрий (англ. Neutral Good) — від попереднього відрізняється тим, що менше зважає на закони та правила, для якого вони є не самодостатньою цінністю, а скоріше корисною умовністю. Він поважає їх і старається дотримуватися, але якщо вони, на його думку, суперечать добру, цілком може їх порушити без особливих мук сумління. Значною мірою Neutral Good — це реалістичніший та гнучкіший варіант Lawful Good'а — не такий строгий у виборі засобів чи ставленні до людей, які не відповідають власним ідеалам.
Хаотичний добрий (англ. Chaotic Good) — добрий персонаж, доброта якого повністю ґрунтується на власному бажанні, а не на якихось приписах, оскільки на будь-які правила, закони чи традиції він не зважає в принципі. Якщо для Neutral Good'а закон є корисною умовінстю, і навіть якщо він його порушує, то робить це цілком свідомо і без ентузіазму, то для Chaotic Good'а закон є умовністю, на яку він не зважає чи навіть порушує з принципу. Зневага до закону може бути як несвідомою, так й ідейною, коли закони та приписи сприймаються, як те, що сковує людину і заважає робити добрі справи.
Законослухняний нейтральний (англ. Lawful Neutral) — персонаж, що керується перш за все законами, звичаями та правилами. Він їх настільки поважає, що або не зважає на добро та зло, або ж фактично ототожнює їх з дотриманням чи недотриманням законів. Зазвичай подібним елайментом наділяються такі типажі, як вірні служаки, фанатично віддані певному кодексу професіонали тощо.
Нейтральний нейтральний, або ж щиро нейтральний(англ. True Neutral), — певно найскладніший у визначенні з усіх елайментів. Складність у тому, що неналежність до крайніх положень обох шкал може мати різну причину. З одного боку, нейтральною є людина, яка коли дотримується законів, а коли й порушує їх, яка регулярно робить як добрі, так і злі вчинки. З іншого боку, True Neutral — це може бути персонаж, який принципово займає цю позицію і вважає, що добро та зло, порядок і хаос мають бути збалансовані і не можна надавати перевагу чомусь із цього. Врешті, це може бути істота «по той бік добра і зла».
Хаотичний нейтральний (англ. Chaotic Neutral) — персонаж, що діє, перш за все виходячи з власних бажань. Він не є злим чи добрим сам по собі, але мало чи зовсім не зважає, якими є його вчинки з цього погляду. Ще менше значення для нього має дотримання законів та звичаїв. Нерідко такий персонаж є принциповим «анархістом» який не хоче, щоб якісь приписи обмежували його волю.
Законослухняний злий (англ. Lawful Evil) — є два найпоширеніших типажі цього елайменту. Це або злий персонаж, який використовує закони та традиції на свою користь і тому поважає їх як корисний інструмент, або ж персонаж, який щиро відданий злим законам і, відповідно, згідно з ними чинить зло. Типовим представником цього елайменту є тиран, який встановлює жорстокі та несправедливі закони.
Нейтральний злий (англ. Neutral Evil) — це елаймент звичайних поганих людей. Коли їм вигідно чи коли нема іншого вибору, вони дотримуються законів, коли навпаки — порушують. Бунтувати проти закону з принципу вони не будуть. Їх головним аргументом в усіх діях є власна вигода, заради якої вони легко йдуть на злочини. Вони можуть час від часу робити й добрі справи, але чи випадково, чи для дуже вузького кола людей, а головне — лише так, щоб це не зачіпало їхні інтереси.
Хаотичний злий (англ. Chaotic Evil) — персонажі, які абсолютно не зважають на закони та звичаї, які діють лише як їм забажається, схильні до ірраціональної жорстокості та садизму. Вони злі самі по собі, їм це подобається, і ніщо їх не стримує. Недолюдки, одним словом.

### Зауваження
Незважаючи на простоту системи елайменту, є кілька поширених помилок у її використанні. Перша з них пов'язана з рольовим минулим системи. Визначення елайменту ґрунтується на об'єктивних рисах, але оскільки елеймент використовували, перш за все, гравці до самих себе, то часто його сприймають як суб'єктивне визначення. Тобто підмінюють оцінку дій оцінкою мотивів. Наприклад, досить поширеним є уявлення, що всі законослухняні типажі насправді майже не відрізняються між собою, бо, мовляв, Lawful Good у приступі фанатизму може багато чого накоїти, і як приклад наводять інквізицію. Але подібне можливо лише якщо розглядати елаймент як внутрішню позицію, бо за зовнішньої оцінки людина, яка заради своїх «добрих» переконань чинить зло, вже не є доброю. Тож переконаний у своїй правоті фанатик, який чинить зло, не є Lawful Good, хоч може вважати себе таким.